# Nidfurn
Nidfurn é uma comuna da Suíça, no Cantão Glaris, com cerca de 245 habitantes. Estende-se por uma área de 2,58 km², de densidade populacional de 95 hab/km². Confina com as seguintes comunas: Haslen, Leuggelbach, Luchsingen, Schwanden.
A língua oficial nesta comuna é o Alemão.